# Suchy lód

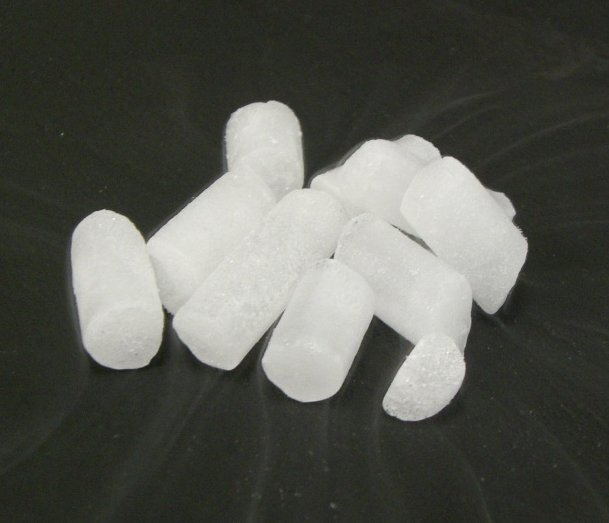
Sublimujący suchy lód

Suchy lód – zestalony dwutlenek węgla. Jest stosowany w chłodnictwie – samodzielnie lub jako składnik mieszanin oziębiających. Otrzymywany jest przez rozprężanie ciekłego dwutlenku węgla, następnie może zostać formowany przez prasowanie. W warunkach normalnych suchy lód nie topi się, lecz sublimuje.

## Właściwości
- temperatura sublimacji: −78,92 °C[3]
- gęstość: ok. 1,5 g/cm³[3]

Suchy lód wykorzystuje się jako środek chłodzący w laboratoriach, chłodniach przemysłowych i przy transportowaniu szybko psujących się produktów spożywczych. Suchy lód w blokach można stosunkowo długo przechowywać w pojemnikach izolowanych termicznie, bez konieczności dodatkowego ich chłodzenia, np. w opakowaniach styropianowych umieszczonych w specjalnych kontenerach. Straty suchego lodu wynoszą około 4% na dobę.
Nieizolowane duże bloki suchego lodu sublimują dość powoli. Np. blok o objętości 1 dm³ sublimuje w temperaturze pokojowej w zamkniętym pomieszczeniu ok. 2–3 godzin. Sublimację można przyspieszyć poprzez rozdrobnienie bloków.
W łaźniach laboratoryjnych suchy lód stosuje się zazwyczaj w postaci mieszaniny oziębiającej, składającej się z rozdrobnionego suchego lodu i rozpuszczalnika organicznego o niskiej temperaturze krzepnięcia (poniżej −80 °C), np. acetonu lub etanolu.
Innym zastosowaniem suchego lodu jest czyszczenie powierzchni, analogiczne do piaskowania.

## Występowanie na Marsie i Wenus
W 1966 roku po przelocie sondy kosmicznej Mariner 4 naukowcy stwierdzili, że marsjańskie czapy polarne – Planum Boreum i Planum Australe składają się wyłącznie z suchego lodu. Ustalenia dokonane przez pracowników California Institute of Technology w 2003 roku wykazały, że bieguny polarne na Marsie są jednak w większości zbudowane z lodu wodnego, a suchy lód stanowi cienką warstwę powierzchniową całej pokrywy. Na biegunach Marsa pojawiają się cyklicznie także burze suchego lodu. Są one porównywalne z burzami ziemskimi, ale zawierają dwutlenek węgla, który zastępuje wodę w chmurach.
W 2012 roku sonda kosmiczna o nazwie Venus Express Europejskiej Agencji Kosmicznej odkryła zimne warstwy w atmosferze Wenus. Prawdopodobnie mogą tam osadzać się płatki suchego lodu.